# Houthalen-Helchteren
Houthalen-Helchteren est une commune néerlandophone de Belgique située en Région flamande dans la province de Limbourg. Elle résulte de la fusion de deux anciennes communes, devenues sections, lors de la fusion des communes de 1977.

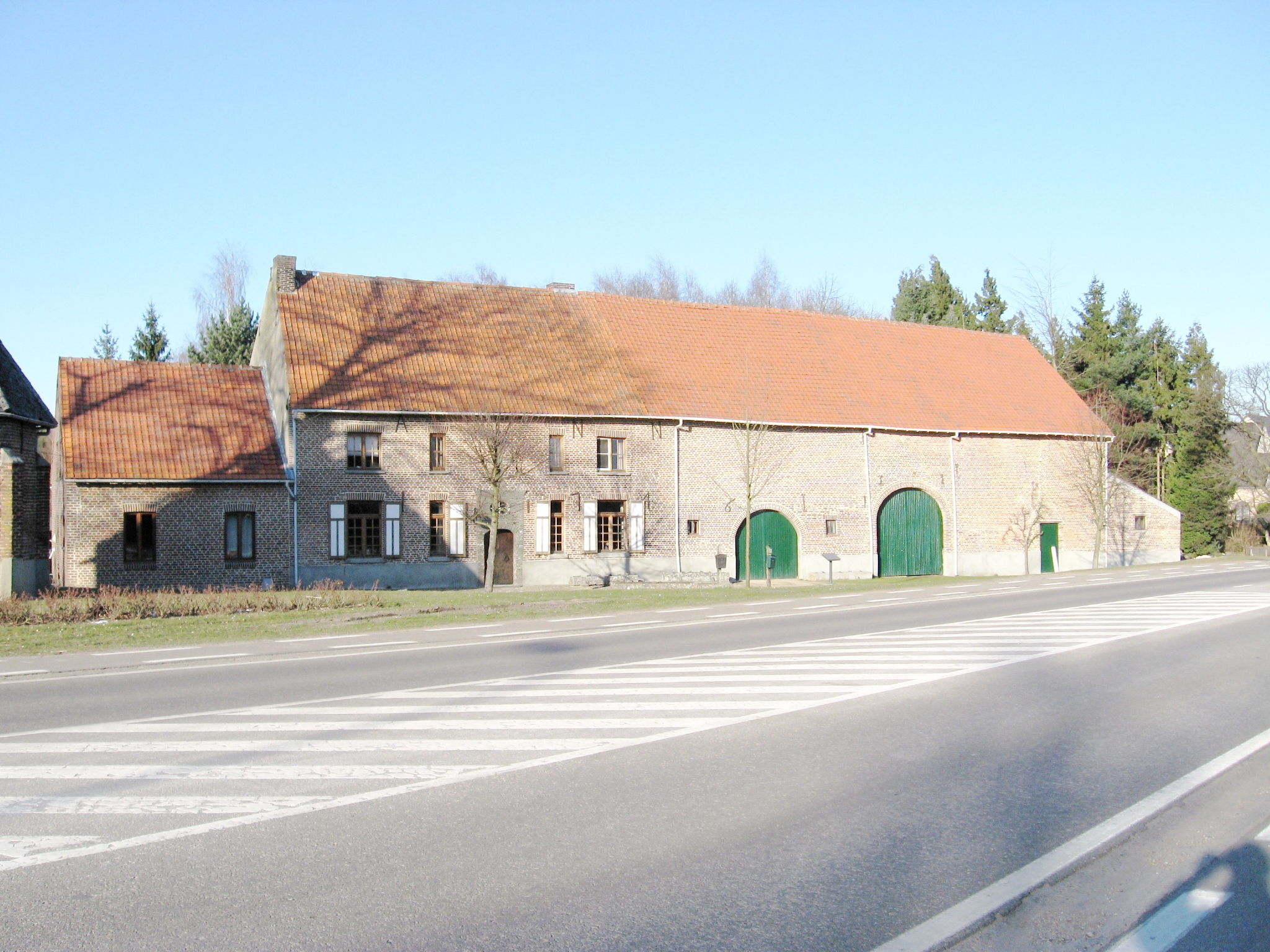
La ferme Claes, datant de 1746 et classée depuis 1997

## Sections de la commune
| # | Section    | Superf. (km²) | Habitants (2020) | Habitants par km² | Code INS |
| - | ---------- | ------------- | ---------------- | ----------------- | -------- |
| 1 | Houthalen  | 48,41         | 23.813           | 492               | 72039A   |
| 2 | Helchteren | 29,81         | 6.737            | 226               | 72039B   |

### Localités
Laak, Lillo, Meulenberg, Houthalen-Oost et Sonnis

## Héraldique
|  | La commune possède des armoiries qui lui ont été octroyées le 6 octobre 1992. Elles montrent les anciennes armes de Houthalen avec Saint Trudon comme support , extraites des armes de Helchteren. Les armoiries de Houthalen lui avaient été octroéyes le 21 janvier 1957. Elles sont basées sur les armoiries du plus ancien sceau du village connu depuis 1581. Le sceau représente un lion tenant les armoiries de la famille D'Autel, seigneurs de Vogelzang de 1436 à 1700, à laquelle appartenait également le village de Houthalen. Le lion est peut-être pris aux armoiries de la famille Von Innhausen en Knyphausen (Seigneurie de Kniphausen), comme en 1579 Jan baron van Innhausen en Knyphausen épousa Oriande d'Autel. Blasonnement : D'or à un lion de sable, griffu et tordu de gueules, tenant un écu de gueules avec une petite croix d'or accompagné de dix-huit blocs identiques, cinq dans chaque coin supérieur, placés en diagonale en travers, et quatre dans chaque coin inférieur, placés de 2 et 2 . L'écu placé devant un Saint-Trudon de couleur naturelle sur un terrain en herbe. (Traduction libre) Source du blasonnement : Heraldy of the World. |

## Évolution démographique de la commune fusionnée
Graphe de l'évolution de la population de la commune. Les données ci-après intègrent les anciennes communes dans les données avant la fusion en 1977.
- Source : DGS - Remarque: 1831 jusqu'à 1981=recensement; depuis 1990=nombre d'habitants chaque 1er janvier[3]

## Sport
Handball
- Kreasa HB Houthalen

Basket-ball
- DBC Houthalen

Football
- K Sporting Houthalen

Futsal
- ZVKC Houthalen